# 皇家珠寶中心
皇家珠寶中心(英文：Royal Gems International Company Limited)位於泰國的首都曼谷之叻甲挽縣的Tapyao之Luangpang Road880/8號的一棟兩層高的金碧輝煌之建築物，它是世界最大的珠寶店。裡邊供奉有一尊仿製彭世洛府的高6.3公呎，重達35噸的巨型白玉佛像。亦有礦洞的模型及各種古代泰國房屋及文化設施的展覽。它是從中華人民共和國、日本及大韓民國出發的觀光旅遊團的熱門購物觀光點。
它售賣從泰國的中部之北碧府(Kanchanburi)；東部的尖竹汶府(Chantaburi)及噠叻府(Trad)所出產的寶石製成品。此外亦有皮革製品、五色瓷器、錫及沐浴香油等產品。

## 外部連結
- 皇家珠寶中心的官方網站 （页面存档备份，存于） (英文)